# West Midlands Metro

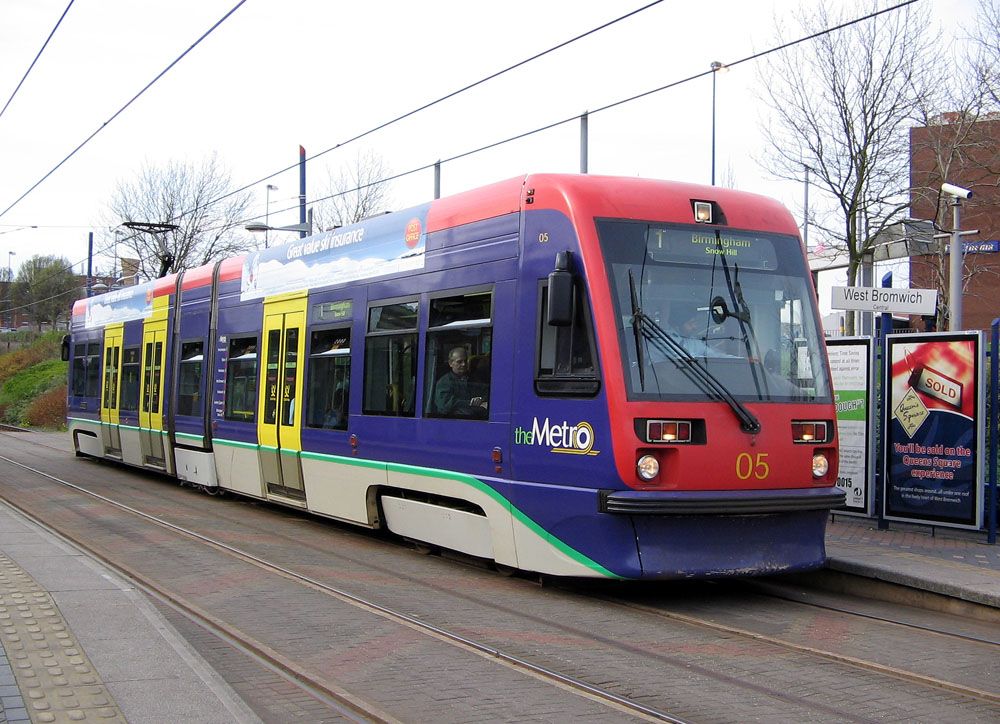
Een tram van Midland Metro tram te West Bromwich Central Station.

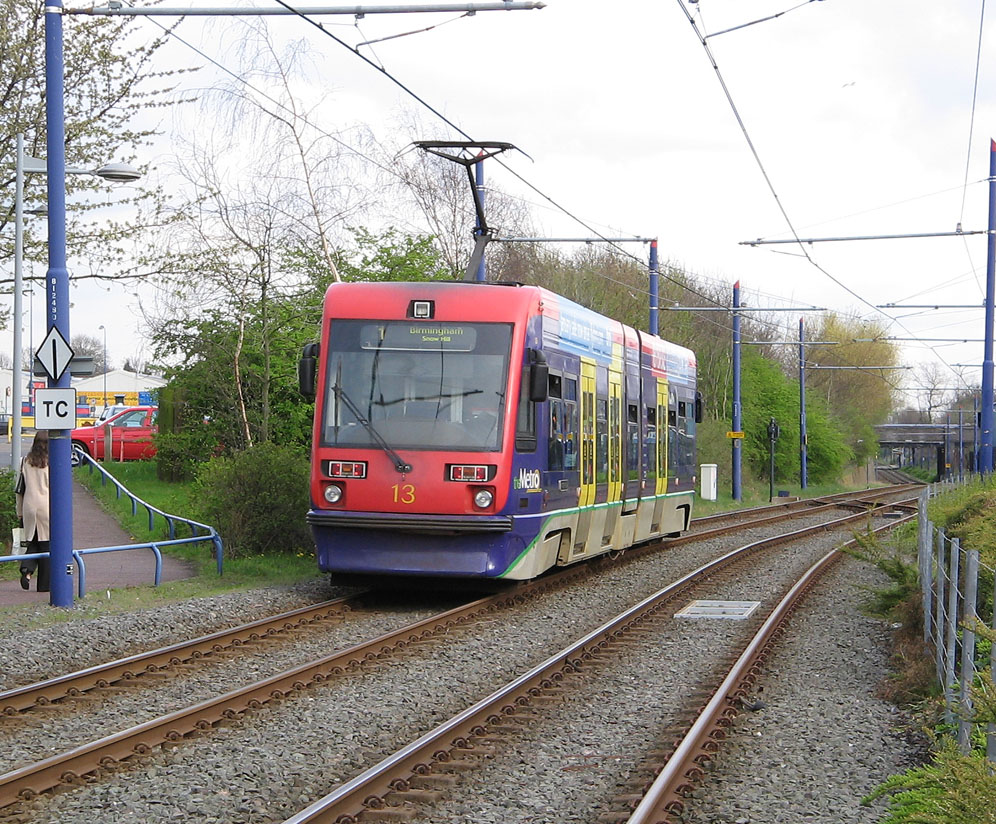
Een tram van Midland Metro nabij West Bromwich station op weg naar Birmingham.

West Midlands Metro, voorheen Midland Metro, is het tweede tramnet in de Britse stad Birmingham.  Het eerste tramnet van Birmingham Corporation Tramways, werd opgeheven in 1953.

## Geschiedenis
In augustus 1995 heeft OV-autoriteit Centro (publieksnaam van de West Midlands Passenger Transport Executive) een concessie verleend  aan het ALTRAM-consortium, bestaande uit Ansaldo en John Laing plc, met een looptijd van 23 jaar. De eerste 3 jaar waren bestemd voor het ontwerp en aanleg van de lijn. De overige 20 jaar voor het beheer en de exploitatie.
Op het tramnet deden zestien T69-trams van Ansaldo dienst.
De exploitatie heeft ALTRAM uitbesteed van Travel Midland Metro, een dochteronderneming van de National Express Group. Jaarlijks maken vijf miljoen mensen gebruik van de Midland Metro. Dat is beduidend minder dan verwacht.

## Lijnen
Lijn 1 loopt van Birmingham naar Wolverhampton en werd op 30 mei 1999 feestelijk geopend. Sinds 2022 is hij 22 kilometer lang en telt 31 haltes. Het tracé volgt grotendeels een voormalige spoorlijn. 
De bouw van een nieuwe Lijn 2 & 3 van Wednesbury tot Brierley Hill is goedgekeurd in 2019 en gestart in februari 2020.

## Haltes
- Birmingham Snow Hill - St Paul's Jewellery Quarter - Soho, Benson Road - Winson Green, Outer Circle - Handsworth, Booth Street - The Hawthorns - Kenrick Park - Trinity Way - West Bromwich Central - Lodge Road, West Bromwich Town Hall - Dartmouth Street - Dudley Street - Guns Village - Black Lake - Wednesbury, Great Western Street - Wednesbury Parkway - Bradley Lane - Loxdale - Bilston Central - The Crescent - Priestfield - The Royal - Wolverhampton St Georges